# نیکولینا کورسار
نیکولینا کورسار (انگلیسی: Nikolina Kursar؛ ۵ اوت ۱۹۹۱) یک تکواندوکار نروژی است. وی در مسابقات قهرمانی تکواندو جهان در سالهای ۲۰۰۹ و ۲۰۱۱ شرکت کرد. در مسابقات قهرمانی تکواندو جهان ۲۰۰۹ در کپنهاگ موفق به کسب مدال برنز در کلاس سبک‌وزن شد.